# Нинся-Хуэйский автономный район
Нинся́-Хуэйский автоно́мный райо́н (кит. упр. 宁夏回族自治区, пиньинь Níngxià Huízú Zìzhìqū, палл. Нинся хуэйцзу цзычжицюй) — автономный регион на севере центральной части Китая. Административный центр и крупнейший город — Иньчуань. Согласно переписи 2020 года в Нинся проживало 7,202 млн человек. Большинство населения составляют ханьцы (62 %) и хуэйцы (34 %); район является исторической родиной для хуэй. 
Через северо-восточную границу района проходит Великая китайская стена.

## География

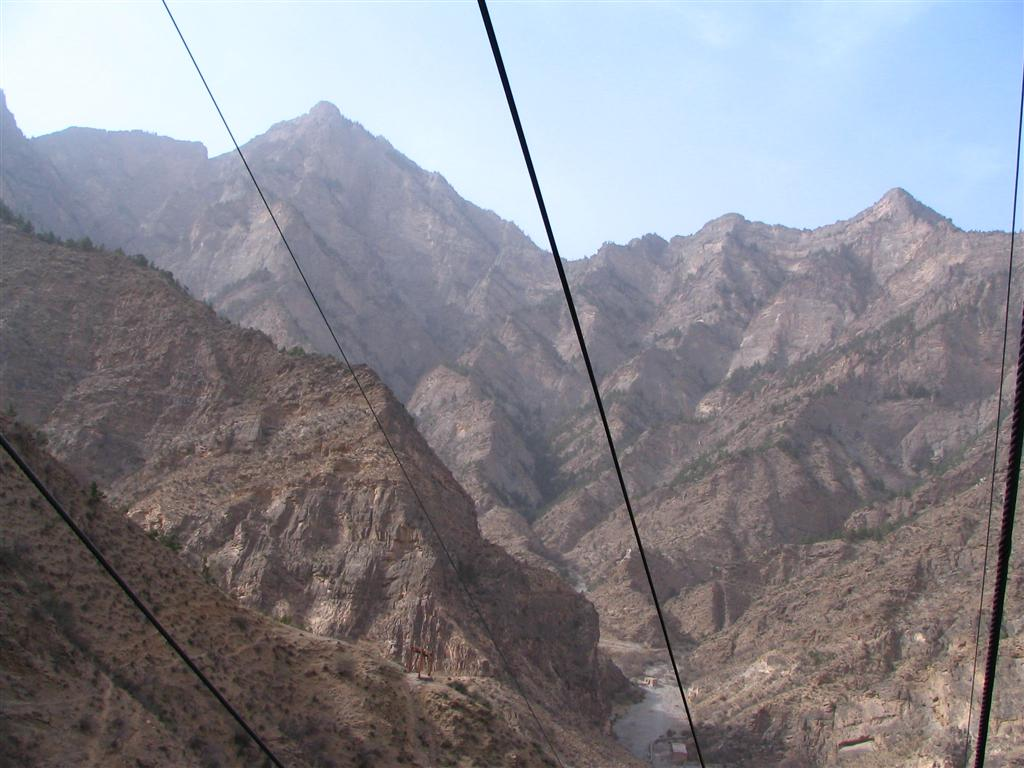
Хуанхэ

Площадь Нинся-Хуэйского автономного района — 52 188 км² (27-е место). Район располагается на Лёссовом плато, через территорию Нинся протекает Жёлтая река — Хуанхэ. Граничит с провинцией Шэньси (на востоке) и Ганьсу (во всех направлениях кроме севера), с АРВМ на севере. В регионе достаточно много пустынных земель, поэтому заселен неравномерно. В границах Нинся (Шапотоу) располагается пустыня Тэнгэр. Однако, та часть, через которую проходит Хуанхэ на севере района, обрабатывается уже несколько столетий. В последнее время построена система каналов. Ирригация позволила включить в состав обрабатываемых территорий новые территории.
При всем этом, Нинся является одним из наименее изученных уголков нашей планеты. Возраст некоторых образцов растений оценивается в 40 тысяч лет. Ирригация позволяет в больших объемах возделывать дерезу, которая распространена в регионе.
В 2006 году был запущен проект «объединённой экосистемы Нинся-Иньчуань».

## История
В 1928 году гоминьдановскими властями была создана провинция Нинся. После образования КНР провинция была в 1954 году расформирована, а её земли присоединены к провинции Ганьсу (затем значительная часть земель бывшей провинции была включена в состав Автономного района Внутренняя Монголия).
25 октября 1958 года было провозглашено создание административной единицы провинциального уровня — Нинся-Хуэйского автономного района.

## Население

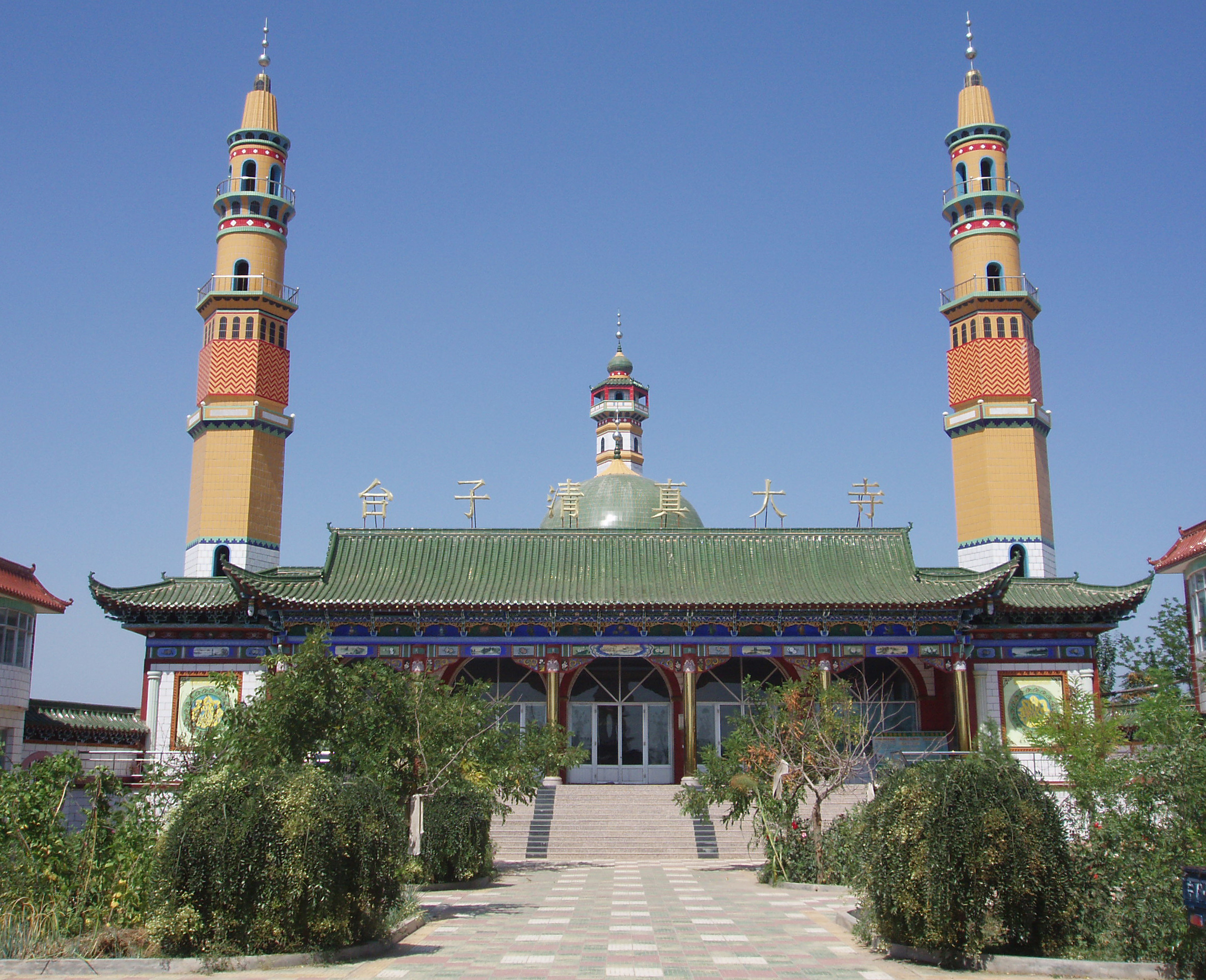
Мечеть в Иньчуане

Нинся — многонациональный регион. По данным начала 2009 года, из 6,22 млн человек населения района ханьцы составляли 62 %, а титульная национальность района, хуэйцзу, 34 %, то есть примерно 1/3. Всего в районе проживает 1/5 всех хуэйцзу КНР. На Гуюань и Учжун приходится более 80 % проживающих в районе хуэйцзу. 
По данным переписи населения КНР 2010 года, первые пять народностей по численности населения в Нинся-Хуэйском автономном районе были следующие:
| Народность | Население | Процент |
| ---------- | --------- | ------- |
| ханьцы     | 4 086 367 | 64,85 % |
| хуэй       | 2 173 820 | 34,50 % |
| маньчжуры  | 24 902    | 0,40 %  |
| монголы    | 6661      | 0,11 %  |
| туцзя      | 1441      | 0,023 % |

Большинство населения проживает на севере района, центр менее заселен, юг населен мало. Наибольшая плотность населения:
- Иньчуань — 260,5 чел./км²;
- Шицзуйшань — 150,4 чел./км²;
- Гуюань — 110,1 чел./км²;
- Учжун — 65,9 чел./км².

Наибольшая плотность населения наблюдается в некоторых районах Шицзуйшаня — до 601,6 чел./км², наименьшая — в уезде Яньчи — 22,5 чел./км².
Также наблюдается постоянный рост населения как за счет внутренней миграции, так и за счет высокого уровня рождаемости. По оценкам 2010 года, население района достигло 6,32 млн человек.

### Религия
Китайские власти систематически притесняют мусульман, разрушают или закрывают мечети.

## Административное деление
Автономный район делится на 5 городских округов.
| Карта | №          | Русское название | Китайское название | Пиньинь |
| ----- | ---------- | ---------------- | ------------------ | ------- |
|       |            |                  |                    |         |
| 1     | Иньчуань   | 银川市           | Yínchuān shì       |         |
| 2     | Шицзуйшань | 石嘴山市         | Shízuǐshān shì     |         |
| 3     | Учжун      | 吴忠市           | Wúzhōng shì        |         |
| 4     | Чжунвэй    | 中卫市           | Zhōngwèi shì       |         |
| 5     | Гуюань     | 固原市           | Gùyuán shì         |         |

## Вооружённые силы
В Иньчуане расположен штаб 645-й ракетной бригады; в районе хребта Хэланьшань — большой военный полигон и завод № 905 (производство бериллия).

## Экономика

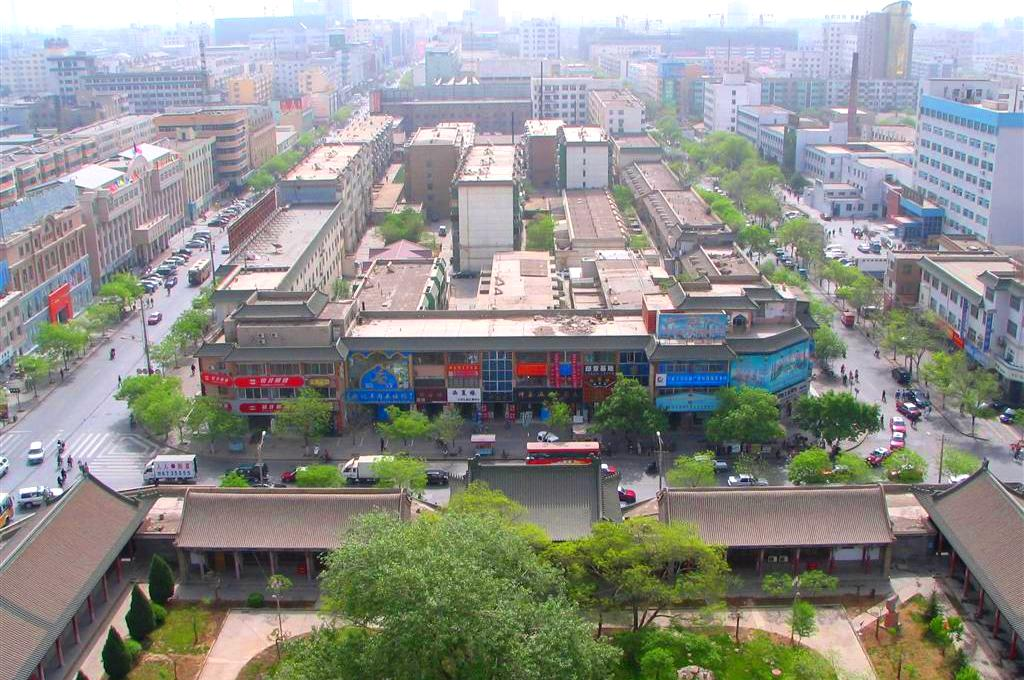
Вид с верху на Иньчуань

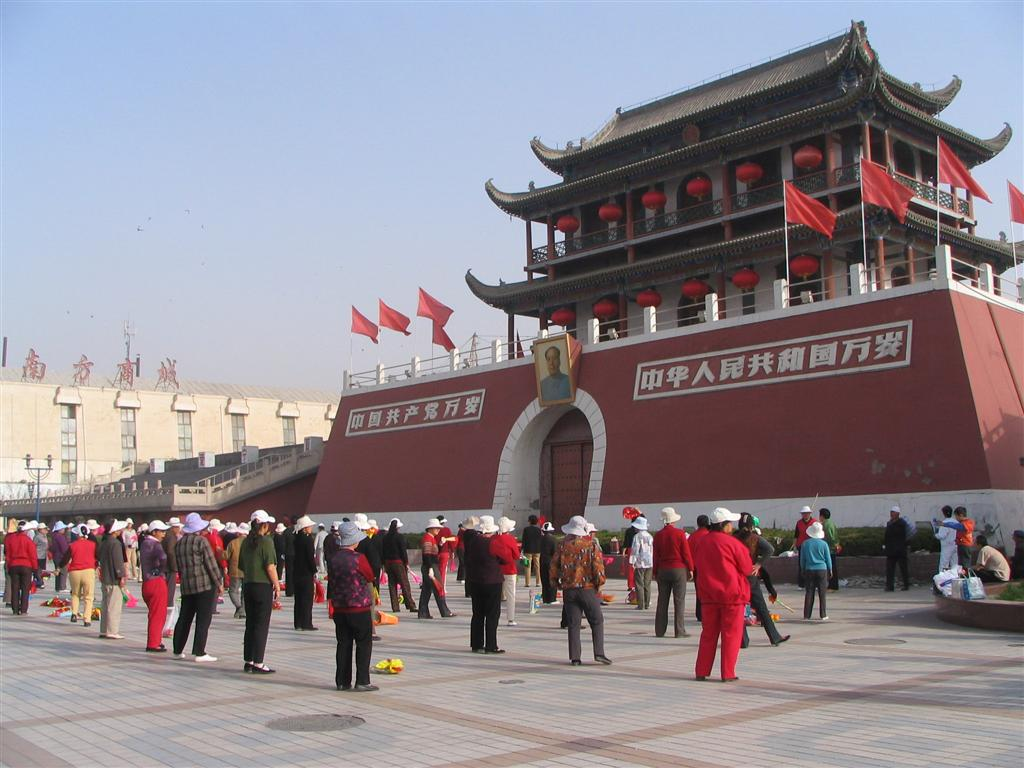
Народная площадь в Иньчуани

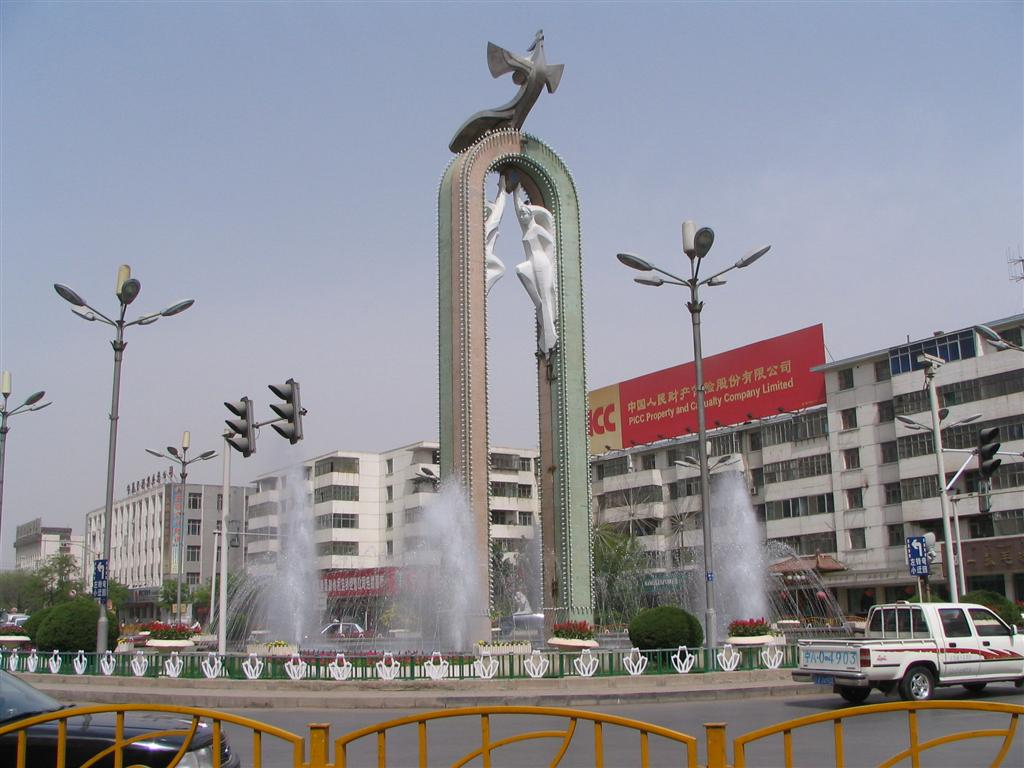
Фонтан «Фениксовая дощечка» в Иньчуани

ВВП района в 2009 году достиг отметки в 133,4 млрд юаней, в сравнительных ценах рост к предыдущему году составил 11,6 %. Общие финансовые доходы возросли на 19,61 % и составили 21,3 млрд юаней.

### Сельское хозяйство
В сельском хозяйстве важное значение имеет молочное животноводство и овощеводство (особенно выращивание брокколи, пекинской капусты и хризантем). Нинся является одним из крупнейших в Китае производителей ягод годжи (по состоянию на конец 2019 года под плантациями дерезы было занято 66,6 тыс. гектаров земли). По состоянию на конец 2023 года в Нинся насчитывалось 2755 предприятий, занимающихся производством или переработкой годжи; площадь посадок этой культуры составляла 21,67 тыс. га; производство свежих ягод достигало 320 тыс. тонн; объем производства годжи и продукции из него составлял 29 млрд юаней (4,07 млрд долл. США). На склонах хребта Хэланьшань (преимущественно в уезде Цинтунся) выращивают виноград и производят вино.
В июле 2021 года в Нинся была создана Национальная комплексная пилотная зона открытого развития для виноградарства и виноделия, первая в своем роде в Китае. По итогам 2021 года площадь виноградников достигла 35 тыс. гектаров, что составило почти треть от общей площади виноградников в Китае. В регионе было построено 116 винодельческих предприятий с годовым объемом производства 130 млн бутылок. Экспорт вина из Нинся увеличился на 256 % по сравнению с 2020 годом. 
По итогам 2023 года площадь виноградников составила 40 133 га; 253 винодельни и виноградарских предприятия произвели в общей сложности 140 млн бутылок вина.

### Энергетика
В пустынных районах активно развивается солнечная и ветряная энергетика. Дешёвая электроэнергия из Нинся экспортируется в Хунань и другие провинции центрального Китая.

### Туризм
Озеро Шаху отнесено к туристическим объектам 5А по внутренней классификации.

### Внешняя торговля
Основными внешнеторговыми партнёрами Нинся являются Евросоюз, США и Япония. Растёт значение стран Среднего Востока (особенно Турции, Израиля и Египта). Из Нинся экспортируются продукты питания, химические изделия (в том числе химические волокна) и солнечные панели.

## Транспорт

### Аэропорты
- Аэропорт Хэдун Иньчуаня (银川河东机场)
- Аэропорт Хэлашань Иньчуаня (银川贺兰山机场)
- Аэропорт Чжунвэй Сяншань (中卫香山机场)
- Аэропорт Гуюаня (固原机场)
- Аэропорт Ухай (обслуживает северную часть)

### Мосты
- Транспортный мост через Хуанхэ — Таолэ (陶乐黄河大桥)
- В Иньчуане Хуанхэ пересекает мост и скоростное шоссе.

### Автодороги
- Годао 109
- Годао 110
- Годао 211
- Годао 307
- Годао 309
- Годао 312

### Железнодорожное сообщение
- Баотоу-Ланьчжоуская железная дорога (包兰铁路)
- Бао-Чжун железная дорога (宝中铁路)
- Через территорию Нинся проходит железная дорога, соединяющая Ланьчжоу и Баотоу.

## Образование
В автономном районе расположены следующие университеты и колледжи.
Национального уровня (в ведении Комитета национальностей КНР):
- Университет национальностей Северного Китая (北方民族大学, первоначально назывался Второй Северо-западный институт национальностей 西北第二民族学院);

Регионального уровня (в ведении властей АР):
- Университет Нинся (宁夏大学) ранее независимым учреждением был Технологический институт (г. Шицзуйшань, который в 1997 году стал частью Университета Нинся). Университет является частью проекта 211 по подготовке бакалавров;
- Медицинский университет Нинся (宁夏医科大学);
- Педагогический университет Нинся (宁夏师范学院);

Местного уровня (в ведении министерства образования провинции и профильных министерств и ведомств):
- Инженерно-технический институт национальностей Нинся (宁夏民族职业技术学院);
- Институт торговли и инженерной техники Нинся (宁夏工商职业技术学院);
- Институт промышленности и инжиниринга Нинся (宁夏工业职业学院);
- Институт инженерной техники Нинся (宁夏职业技术学院);
- Институт строительства и инженерной техники Нинся (宁夏建设职业技术学院);
- Институт финансов, экономики и инженерной техники Нинся (宁夏财经职业技术学院);
- Институт суда и полиции Нинся (宁夏司法警察学院);
- Политехнический институт Нинся (宁夏理工学院);
- Иньчуаньский институт Университета добывающей промышленности КНР.

## Наука
Ведущими научно-исследовательскими учреждениями Нинся-Хуэйского автономного района являются Медицинский университет Нинся (Иньчуань). 